# ヒクラゲ
ヒクラゲ（火水母、火海月、学名 Morbakka virulenta ）は、イルカンジクラゲ科に属するクラゲの一種。

## 特徴
主に瀬戸内海で、秋から冬にかけて見られる夜行性の大型の箱形クラゲ。箱型の傘と、傘の四隅から1本ずつ伸びる淡い桃色をした4本の触手を持つ。立方クラゲ類の中では大型種であり、成熟すると傘高は大きなもので15-23cm、触手は最長で1m以上になる。傘高6～8cmの小型個体から性成熟が始まると推察される。
立方クラゲ類は、その多くがポリプ世代から直接クラゲ世代に変態するという特徴を持つが、本種はタコクラゲやサカサクラゲなどの鉢クラゲ類と同様に、ポリプがまずストロビラ化し、そこからクラゲ世代へと変態する。

## 毒性
強い刺胞毒を持ち、体長数cmの稚魚を充分に捕獲する能力を有している。人間が刺されると火が付いたように傷むという。実際には、付着した触手に沿った部分の皮膚が赤くなり、ぽつぽつと発疹が出る程度で、痛みやかゆみもなく、痕として長く残ることはなく、一週間くらいで症状は消えたという。このことから、昔から言われているようなひどい症例には至らないと言えるが、刺された部位や体質差が関連する可能性がある。